# Koto (musikgrupp)
Koto var en italiensk syntpop/Italodiscogrupp som grundades 1983 av musikproducenterna Anfrando Maiola och Stefano Cundari, den senare känd från producentgruppen Zanni & Cundari.
1989 köpte det tyska skivbolaget ZYX Music rättigheterna till namnet Koto och samtliga gruppens inspelningar. De lät den nederländske musikproducenten Michiel van der Kuy, känd från syntpopgruppen Laserdance, återinspela och remixa delar av Kotos repertoar, och han spelade också in nytt material. Anfrado Maiola vann dock tillbaka namnet och har sedan 2001 fortsatt att producera album under namnet Koto.
Cundari dog av cancer den 29 december 1993.
Maiola dog 26 Maj 2023.

## Diskografi
Chinese Revenge (1982)

Japanese War Game (1983)

Visitors (1985)
 
Jabdah (1986)
 
The Koto Mix (1987) 

Dragon's Legend (1988) 
 
Time (1989)
 
Champion's Cue (1990)
 
Acknowledge (1990)
 
Koto Plays Synthesizer World Hits (1990)

From The Dawn Of Time (1992)
 
Mechanic Sense (1992)
 
Mind Machine (1992)
 
Koto Plays Science-Fiction Movie Themes (1993)

Koto Is Still Alive (2001)
 
Blow The Whistle (2003) 

Planet X (2003) 
 
Strange Skies (2009) 